# Mia Danelle
Mia Danelle ist eine US-amerikanische Theater- und Filmschauspielerin philippinischer Abstammung.

## Leben
Danelle wurde in den USA geboren. Sie machte einen Abschluss am Orange County High School of the Arts und lernte Schauspiel am Los Angeles City College. 2011 feierte sie ihr Fernsehschauspieldebüt in jeweils einer Episode der Fernsehserien Girl Repellent und Mythomania. 2013 folgte eine Rolle im Kurzfilm Ulo ng ahas. Im selben Jahr wirkte sie im Musikvideo zum Lied Entertainment der Gruppe Phoenix mit. 2015 erfolgte ihr Filmschauspieldebüt im Spielfilm City of Quartz. 2016 spielte sie in Fame Dogs die Rolle der „Molly“ White und im Tierhorrorfilm Ice Sharks – Der Tod hat rasiermesserscharfe Zähne die Rolle der Val Wu. 2019 wirkte sie in fünf Episoden der Miniserie Upgrade U in der Rolle der Kira Leslie mit. Von 2021 bis 2022 verkörperte sie in der Fernsehserie Mayans M.C. in insgesamt 14 Episoden die Rolle der Cielo. 2022 war sie außerdem in einer Episode der Fernsehserie 9-1-1 zu sehen.

## Filmografie (Auswahl)
- 2011: Girl Repellent (Fernsehserie, Episode 1x01)
- 2011: Mythomania (Fernsehserie, Episode 1x07)
- 2013: Ulo ng ahas (Kurzfilm)
- 2015: City of Quartz
- 2016: Fame Dogs
- 2016: Ice Sharks – Der Tod hat rasiermesserscharfe Zähne (Ice Sharks, Fernsehfilm)
- 2016: Ask Questions Later (Kurzfilm)
- 2017: Two on the Lam
- 2019: Upgrade U (Miniserie, 5 Episoden)
- 2020: S41NT (Fernsehfilm)
- 2020: The Prom
- 2021–2022: Mayans M.C. (Fernsehserie, 14 Episoden)
- 2022: 9-1-1 (Fernsehserie, Episode 6x06)

## Theater (Auswahl)
- The Car Plays, Moving Artist Co.
- Take it Easy, Urban Theatre Movement
- The Laramie Project, LA Theatre Academy
- The Actor's Nightmare, LA Theatre Academy
- Salt, LA Theatre Academy
- The Muses, Hunger Artists Theatre Co.
- Picnic at Hanging Rock, LA Theatre Academy
- Almost, Maine, Cypress College
- Miss Saigon, San Gabriel Valley Music Theatre
- Our Town, OC Symphony Hall
- A Midsummer Night's Dream, OC Symphony Hall